# Alexander N. Vyssotsky

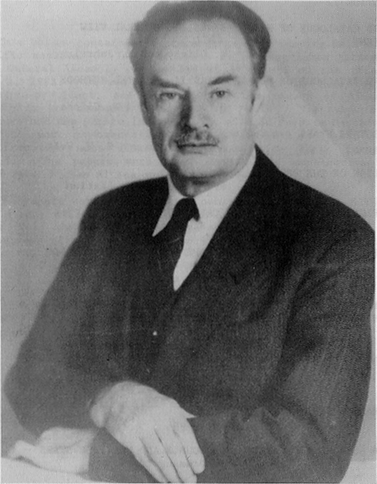
Alexander Vyssotsky

Alexander Nikolajewitsch Vyssotsky (russisch Александр Николаевич Высоцкий; * 23. Mai 1888 in Moskau, Russisches Kaiserreich; † 31. Dezember 1973 in Winter Park, Florida) war ein russisch-amerikanischer Astronom.
In den 35 Jahren seiner astronomischen Arbeit am Leander McCormick Observatory der University of Virginia veröffentlichte er zahllose Werke. Sein bekanntestes Werk trägt den Titel: Dwarf M Stars Found Spectrophotometrically. Es war die erste Liste von nahen Sternen, welche nicht durch ihre Bewegungen am Himmel identifiziert wurden, sondern durch ihre spezifischen, spektroskopischen Eigenschaften. Für seine Arbeit benutzte Vyssotsky einen 10-Zoll Astrografen.
1929, heiratete er die Astronomin Emma T. R. Williams aus Philadelphia. Mit ihr hat er den Sohn Victor A. Vyssotsky.
Der Asteroid (1600) Vyssotsky ist nach ihm benannt.

## Entdeckungen (Auswahl)
1945 entdeckte er den planetarischen Nebel Vy 2-3.